# Nagypetrős
Nagypetrős (1899-ig Nagy-Pritrzsd, szlovákul Prietrž) község Szlovákiában, a Nagyszombati kerületben, a Szenicei járásban.

## Fekvése
Szenicétől 5 km-re keletre fekszik.

## Története
A község területén már az újkőkorban, majd a korai szláv időkben is emberi település volt.
1262-ben "Petrus" néven említik először. Holics, majd Berencs várának uradalmához tartozott. Földesurai az Amadé, Nyáry, Majhényi, és Jaszenák családok voltak. A település és környéke az 1415 utáni időkben közvetlen kapcsolatba került a huszita eszmékkel. Csehországból a Morván át huszita harcosok is sokszor átkeltek és terjesztették hitüket. Az 1620-as Fehérhegyi csata után már tömegesen menekültek át a Morván hitüket megvalló protestánsok. 1591-ben megépült a község első fatemploma, melyet 1616-ban bővítettek. 1663-ban a török támadása következtében a falu a környék településeivel együtt elpusztult.
1715-ben 24 jobbágy, 22 zsellér és 4 szabad háztartása létezett. 1733-ban lebontották a régi templomot és iskolát. Még ebben az évben a Jeszenák család építtetett új artikuláris templomot ide. 1752-ben 119 család lakott a községben. Lakói főként mezőgazdasággal, vászonszövéssel foglalkoztak, de 8 malom is működött a településen.
Vályi András szerint "PRITZD, vagy Pritrszka. Tót falu Nyitra Vármegyében, földes Ura a’ Szakoltzai Ispotály, lakosai katolikusok, fekszik Szakoltzához közel, mellynek filiája, legelője szoros, szőleje tágas, és termékeny, fája van mind a’ kétféle, réttyei jók, piatza Szakoltzán, és Holitson, első osztálybéli."
Fényes Elek szerint "Pricsd, (Nagy), tót falu, Nyitra vmegyében, a Miava vize mellett, Szenicztől keletre egy órányira. Számlál 43 kath., 900 evang., 22 zsidó lak. Ékesitik a helységet a kath. és evang. anyaszentegyházak, a b. Jeszenák kastélya s gyönyörü gyümölcskerte. F. u. b. Jeszenák. Ut. p. Nagy-Szombat."
A trianoni békeszerződésig Nyitra vármegye Szenicei járásához tartozott.

## Népessége
| Év:            | 1994. | 2004.    | 2014.   | 2024.   |
| -------------- | ----- | -------- | ------- | ------- |
| Emberek száma: | 792   | 708      | 736     | 727     |
| Eltérés:       |       | -10,60 % | +3,95 % | -1,22 % |

| Év:            | 2023. | 2024.   |
| -------------- | ----- | ------- |
| Emberek száma: | 733   | 727     |
| Eltérés:       |       | -0,81 % |

1910-ben 1060, túlnyomórészt szlovák lakosa volt.
2001-ben 723 lakosából 710 szlovák volt.
2011-ben 697 lakosából 672 szlovák.

## Nevezetességei
Evangélikus temploma 1733-ban épült.

## Híres emberek
- Itt alkotott 1805 és 1815 között Bajza József Ignác kanonok, egyházi író.
- Itt született 1815-ben Paulinyi-Tóth László ágostai evangélikus lelkész.

## Külső hivatkozások
- Községinfó
- Nagypetrős Szlovákia térképén[halott link]
- Travelatlas.sk
- E-obce.sk Archiválva 2007. december 19-i dátummal a Wayback Machine-ben